# 鸡冠滇丁香
鸡冠滇丁香（学名：Luculia yunnanensis）为茜草科滇丁香属下的一个种。其种加词 yunnanensis 意为“云南的”。